# Tomáš Kvapil
Tomáš Kvapil (18. prosince 1955 Olomouc – 28. listopadu 2022) byl český politik, v letech 1997 až 1998 ministr pro místní rozvoj ČR, v letech 1998 až 2010 poslanec Poslanecké sněmovny za KDU-ČSL.

## Život
Byl ženatý a měl pět dětí. Byl dlouholetým aktivním skautem, jeho skautská přezdívka byla Starý pes. V roce 1981 vystudoval elektrotechnickou fakultu Vysokého učení technického v Brně, v roce 1995 absolvoval bakalářské studium na právnické fakultě v Brně.
V roce 1990 vstoupil do KDU-ČSL. V roce 1992 se stal náměstkem primátora Olomouce. V komunálních volbách roku 1994 byl zvolen do zastupitelstva města Olomouc za KDU-ČSL. Opětovně sem o zvolení neúspěšně pokoušel v komunálních volbách roku 2006. V roce 1996 se stal náměstkem ministra hospodářství a od listopadu 1996 byl náměstkem ministra pro místní rozvoj. Od 12. května 1997 do 2. ledna 1998 byl ministrem pro místní rozvoj v druhé vládě Václava Klause.
Sjezd KDU-ČSL v květnu 1999 ho zvolil místopředsedou strany. Post obhájil i po sjezdu KDU-ČSL v květnu 2001.
V senátních volbách roku 1998 neúspěšně kandidoval do horní komory parlamentu za senátní obvod č. 61 – Olomouc. Získal 26 % hlasů a nepostoupil do 2. kola. Již předtím ale byl ve volbách v roce 1998 zvolen do poslanecké sněmovny za KDU-ČSL (volební obvod Severomoravský kraj). Byl místopředsedou sněmovního výboru pro veřejnou správu, regionální rozvoj a životní prostředí. Mandát poslance obhájil ve volbách v roce 2002. V tomto funkčním období působil opět jako místopředseda výboru pro veřejnou správu, regionální rozvoj a životní prostředí. Znovu se poslancem stal i ve volbách v roce 2006. Opětovně usedl do výboru pro veřejnou správu a regionální rozvoj (v letech 2007–2010 jako místopředseda). V letech 2007–2010 byl rovněž členem výboru pro sociální politiku a v roce 2007 krátce i členem ústavněprávního výboru. V období leden 2007 – únor 2008 byl 1. místopředsedou poslaneckého klubu KDU-ČSL. V parlamentu setrval do voleb v roce 2010.
V sobotu 24. ledna 2009 utrpěl mozkovou mrtvici a byl ve vážném stavu hospitalizován v olomoucké nemocnici. Na poslanecký mandát nerezignoval, ale poslanecké práce se nezúčastňoval. Vzhledem k vážnému stavu, ve kterém se nacházel (zpočátku kóma, později ochrnutí a ztráta paměti), nebyl ani rezignace na poslanecký mandát schopen. Jeho zdravotní stav se poté velmi pomalu zlepšoval.
Zemřel ve věku 66 let.